# Chlorissa aquamarina
Chlorissa aquamarina là một loài bướm đêm trong họ Geometridae.